# USS LST-267
O USS LST-267 foi um navio de guerra norte-americano da classe LST que operou durante a Segunda Guerra Mundial.